# أعز مومياء (فلم)
أعزُّ مومياء (بالإنجليزية: Mummy Dearest) هو فيلم نيجيري صدر في الخامس عشر من أيلول/سبتمبر 2014 ويحكي قصّة امرأةٍ لديها خمسةُ أطفالٍ ترغبُ في البقاء على اتصالٍ دائمٍ بهم لكنها تُواجه صعوباتٍ في التواصل مع أصغر طفلٍ لها كونه مشغولٌ دومًا باللعب واللهو مع باقي أصدقائه.